# Derolus fulvus
Derolus fulvus es una especie de escarabajo longicornio del género Derolus, tribu Cerambycini, subfamilia Cerambycinae. Fue descrita científicamente por Jordan en 1903.

## Descripción
Mide 17-29 milímetros de longitud.

## Distribución
Se distribuye por Camerún, Costa de Marfil, Guinea Ecuatorial y República Democrática del Congo.